# Burg Büschfeld
Die Burg Büschfeld, auch Schloss Büschfeld genannt, ist eine abgegangene Burg im Ortsteil Büschfeld (Eisenbahnstraße) der Stadt Wadern im Merzig-Wadern im Saarland.
Die erste Erwähnung der Burg erfolgte 1322 als durch den Erzbischof Balduin von Luxemburg die Belehnung des „Castrum Bussefeld“ an den Lehnsmann Johann von Chambley und seine Ehefrau Beatrix stattfand.
Die weitere geschichtliche Entwicklung ist mit der Ortsgeschichte Büschfelds verbunden, bis sie 1823 bereits verfallen in den Besitz der Familie Schmanck kam die aus den Bruchsteinen das noch heute existente Haus Schmanck-Pantenburg erbauten. Die letzten Reste der Burg wurden 1897 beim Bau der Staatsbahn Lebach–Nonnweiler und 1903 beim Bau der Merzig-Büschfelder Eisenbahn beseitigt.
Der südlich der Eisenbahnstraße gelegene kaum zu erkennende Burgstall zeigt nur noch geringe Reste eines flachen Grabens.